# Apotomis betuletana
Apotomis betuletana là một loài bướm đêm thuộc họ Tortricidae. Loài này có ở hầu hết châu Âu. Nó cũng được tìm thấy ở phần phía đông của the Palearctic ecozone.
Sải cánh dài 16–20 mm. Con trưởng thành bay từ tháng 7 đến tháng 9.
Ấu trùng ăn Betula species.

## Hình ảnh

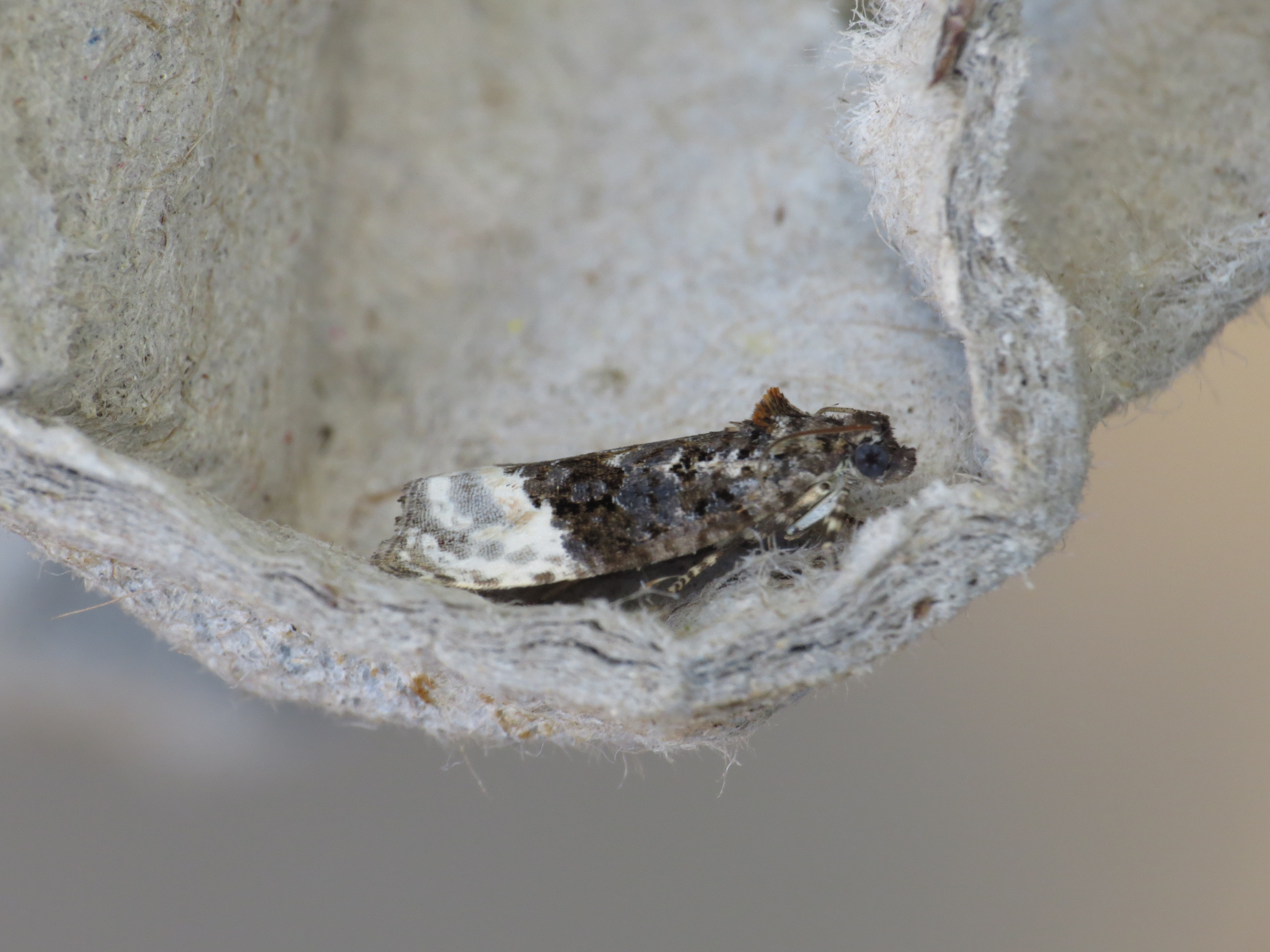
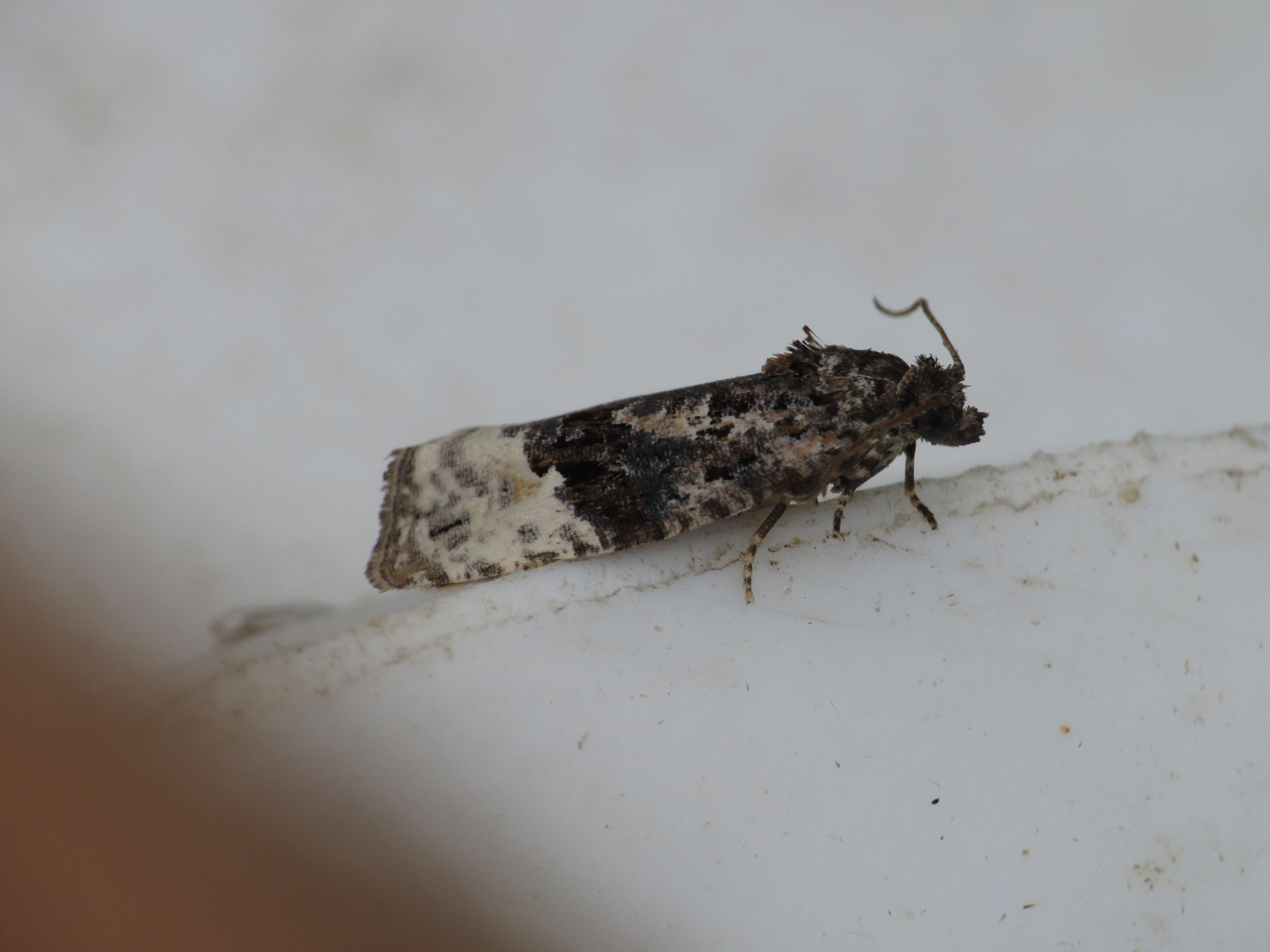
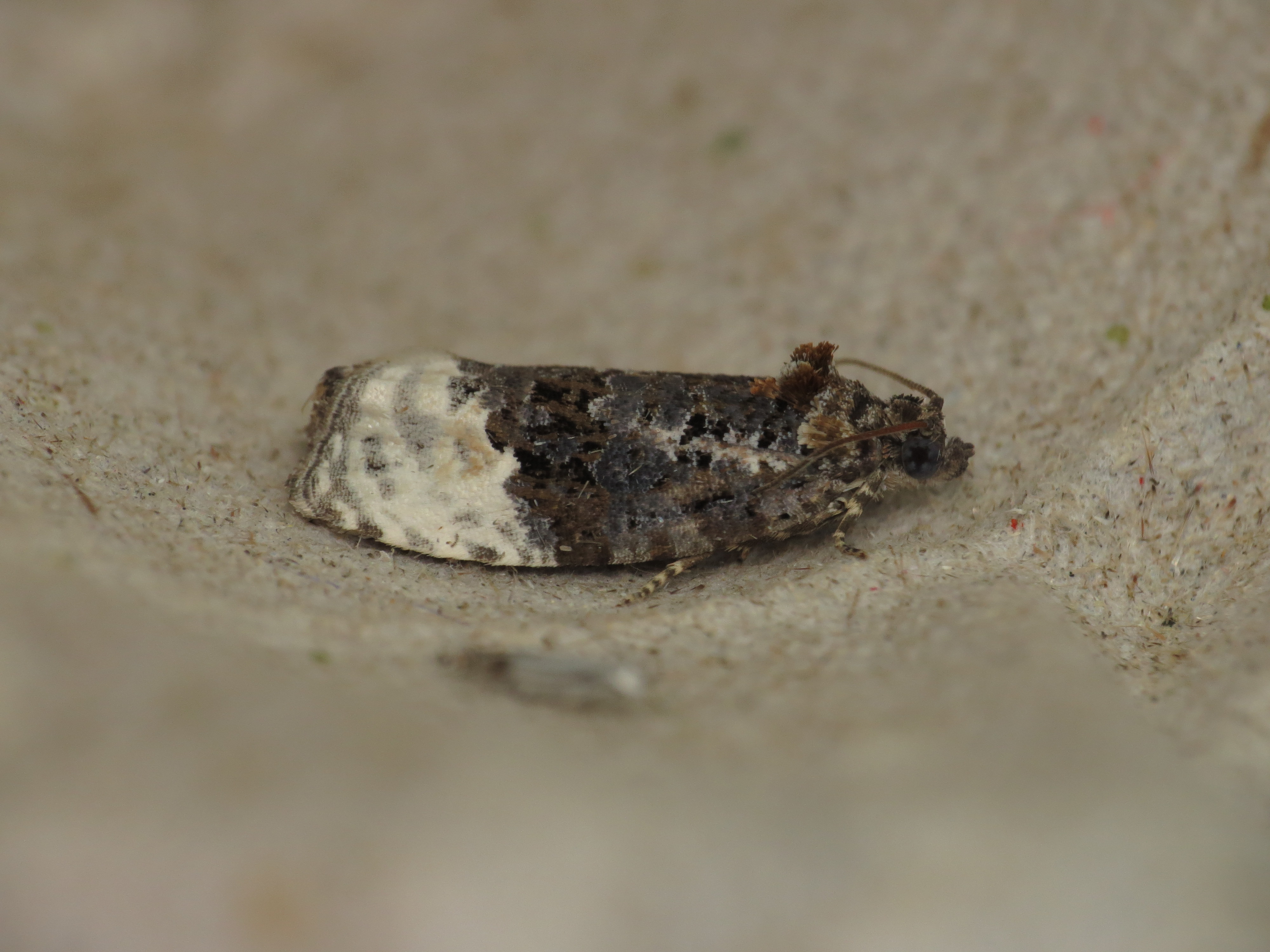
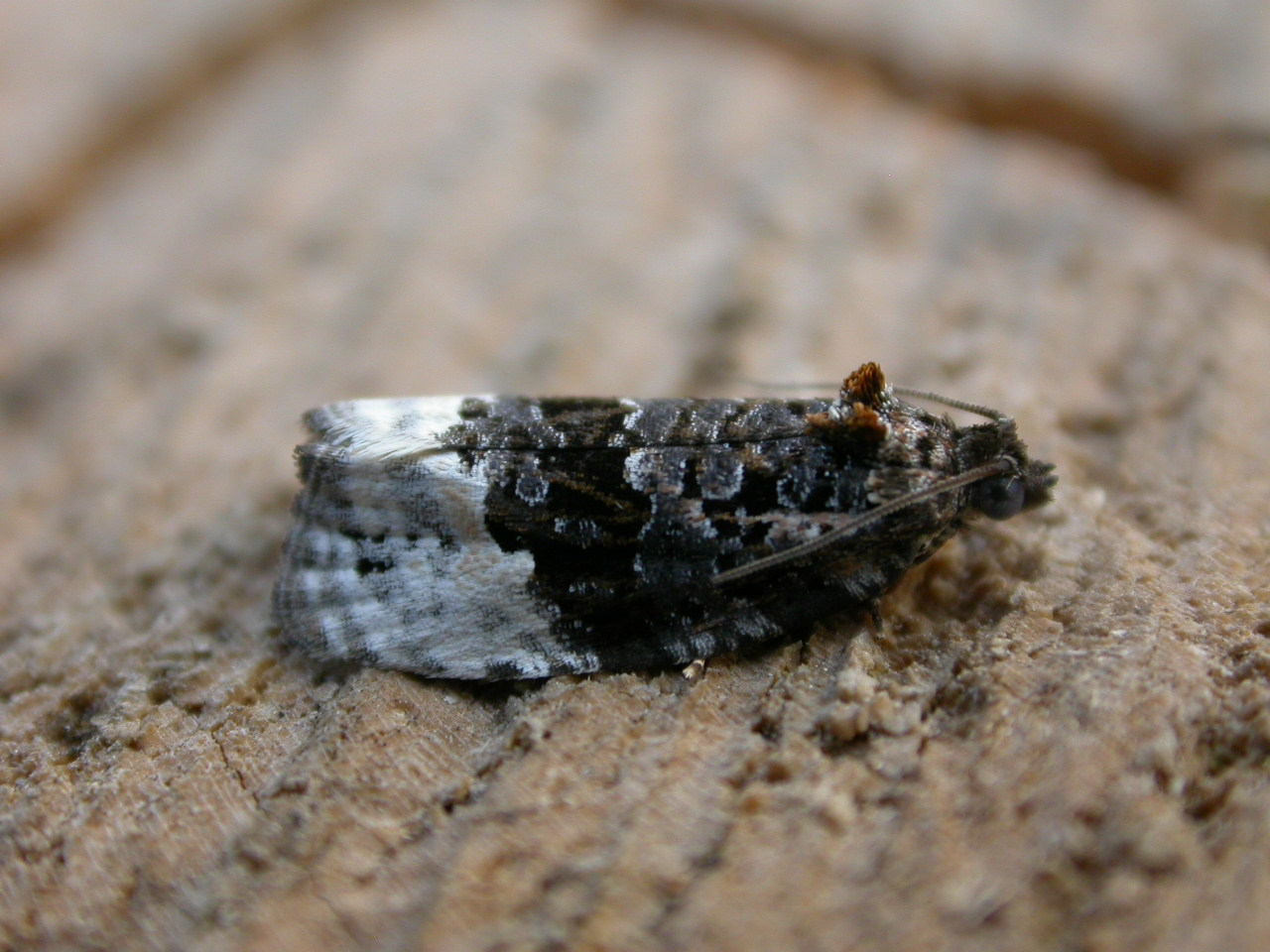